# 克丽丝特伦·弗罗斯塔多蒂尔
克丽丝特伦·米约德尔·弗罗斯塔多蒂尔（發音：[ˈkʰrɪstrun ˈmjœtl̥ ˈfrɔstaˌtouhtɪr̥]；1988年5月12日—），是冰岛政治家和经济学家，自2024年12月起担任冰岛总理，现任冰岛社会民主联盟领导人。她在2021年冰岛议会选举中当选为议会议员。

## 早年生活和教育
克丽丝特伦出生于雷克雅未克，父母是民族志学家弗罗斯蒂·菲菲德尔·约翰松（Frosti Fífill Jóhannsson）和医生斯泰宁·格维兹尼·H·约恩斯多蒂尔（Steinunn Guðný H. Jónsdóttir）。她毕业于雷克雅未克初级学院，获得冰岛大学学士学位、耶鲁大学杰克逊全球事务学院（原耶鲁大学杰克逊全球事务研究所）国际研究硕士学位、波士顿大学经济学硕士学位。

## 职业
她曾担任《商业报》（Viðskiptablaðið）的记者，也曾在阿里昂银行（Arion Bank）的分析部门工作。她曾担任摩根士丹利纽约和伦敦的专家。她于2017年担任冰岛商会的首席经济学家，2018年成为克维卡银行的首席经济学家。她任职至2021年，之后她申请加入雷克雅未克南区的社会民主联盟。

## 政治生涯

### 议会
她在2021年冰岛议会选举中当选为雷克雅未克南区议会议员。在2024年的提前选举中，她当选为雷克雅未克北区议员。
在担任总理之前，她于2021年至2024年期间担任预算委员会委员，并于2023年短暂担任经济事务和贸易委员会委员。

### 政党领袖
她于2022年8月宣布竞选党魁，并于10月在党代会上以94%的得票率毫无悬念地当选。

### 冰岛总理 (2024年至今)
克丽斯特伦率领她的政党参加了2024年的提前选举，获得了20.8%的选票和15个议会席位。她与自由改革党和人民党举行了联盟谈判，谈判于12月4日开始，并于17天后结束，之后她被任命为总理，组建了新政府内阁。

## 个人生活
克丽斯特伦与埃纳尔·贝居尔·英瓦松（Einar Bergur Ingvarsson）结婚，育有两个孩子，分别于2019年和2023年出生。